# Mico intermedius
Mico intermedius é uma espécie de primata do Novo Mundo endêmico da Amazônia brasileira. Ocorre na bacia do rio Guaribe, entre os rios Aripuanã e Madeira. Já foi considerado como subespécie do sagui-de-santarém.